# Kościół Santa Maria Assunta dei Gesuiti w Wenecji
Kościół Santa Maria Assunta dei Gesuiti (pol. Kościół Wniebowzięcia Najświętszej Maryi Panny Jezuitów, popularnie zwany przez Wenecjan I Gesuiti) – rzymskokatolicki kościół w Wenecji (dzielnica (sestiere) Cannaregio) przy Campo dei Gesuiti. Należy do Patriarchatu Wenecji. 
Znajduje się w nim obraz Tycjana Męczeństwo św. Wawrzyńca.

## Historia

### Kościół
Pierwotny kościół Wniebowzięcia Najświętszej Maryi Panny istniał w tym miejscu od 1155 roku. Zbudował go, razem z przyległym klasztorem i szpitalem, zakon Crociferi. Po pożarach w 1214 i 1514 roku kościół został przebudowany, a w 1657 roku kupiony przez jezuitów, po tym jak Crociferi zostali rozwiązani z powodu zepsucia moralnego. Jezuici z kolei zostali w 1606 roku usunięci ze swego kościoła i szkoły Santa Maria dell'Umiltà w Dorsoduro. Pozwolono im na powrót, ponieważ Wenecja potrzebowała pieniędzy po wojnie z Kandią. Uzyskali oni jednak lokalizację peryferyjną, ponieważ nigdy nie byli popularni w Wenecji. Pieniędzy na budowę kościoła dostarczyła rodzina Manin, pochodząca z Friuli, wpisana do Złotej Księgi weneckiej szlachty dzięki znaczącej donacji na pokrycie kosztów wojny z Kandią. W 1710 roku Maninowie nabyli prawo do pochówku pod ołtarzem, co według starożytnej tradycji weneckiej szlachty oznaczało prawo do zbudowania kaplicy mającej służyć jako rodzinny grobowiec.
Prace rozpoczęto od rozbiórki starego kościoła w 1715 roku. Zadanie zbudowania nowego kościoła powierzono Domenico Rossiemu, ulubionemu architektowi rodziny Manin. Za wzór posłużył jezuicki kościół Il Gesù w Rzymie. Jezuici odpowiadali za zbudowanie kościoła, natomiast Maninowie zajęli się dekoracją wnętrza oraz zbudowaniem ołtarza głównego. Kościół został konsekrowany i zaczął być używany około roku 1721–22, kiedy ukończone były zaledwie dwa ołtarze: ołtarz główny (Trójcy Świętej) i ołtarz w kaplicy po prawej stronie (św. Franciszka Ksawerego). Budowę kościoła ukończono w 1730 roku. Posiada on określony walor polityczny i religijny; jest widocznym symbolem powrotu jezuitów do Wenecji, a także wyrazem ich związku z Rzymem i z kulturą wenecką.

### Klasztor
Istniejący obecnie kompleks klasztorny powstał w XVII wieku i jest znacznie większy od klasztoru istniejącego wcześniej. Gdy zakon jezuitów został w 1773 roku rozwiązany, ich klasztor zamieniono na szkołę, a potem, w 1808 roku, na koszary. Jezuici powrócili w 1844 roku i do dziś zajmują budynki klasztorne od strony północnej. Budynki od strony południowej zostały zaadaptowane na mieszkania dla studentów. Czynniki te powodują określone trudności w ustaleniu dokładnej chronologii klasztoru.

## Architektura

### Wygląd zewnętrzny

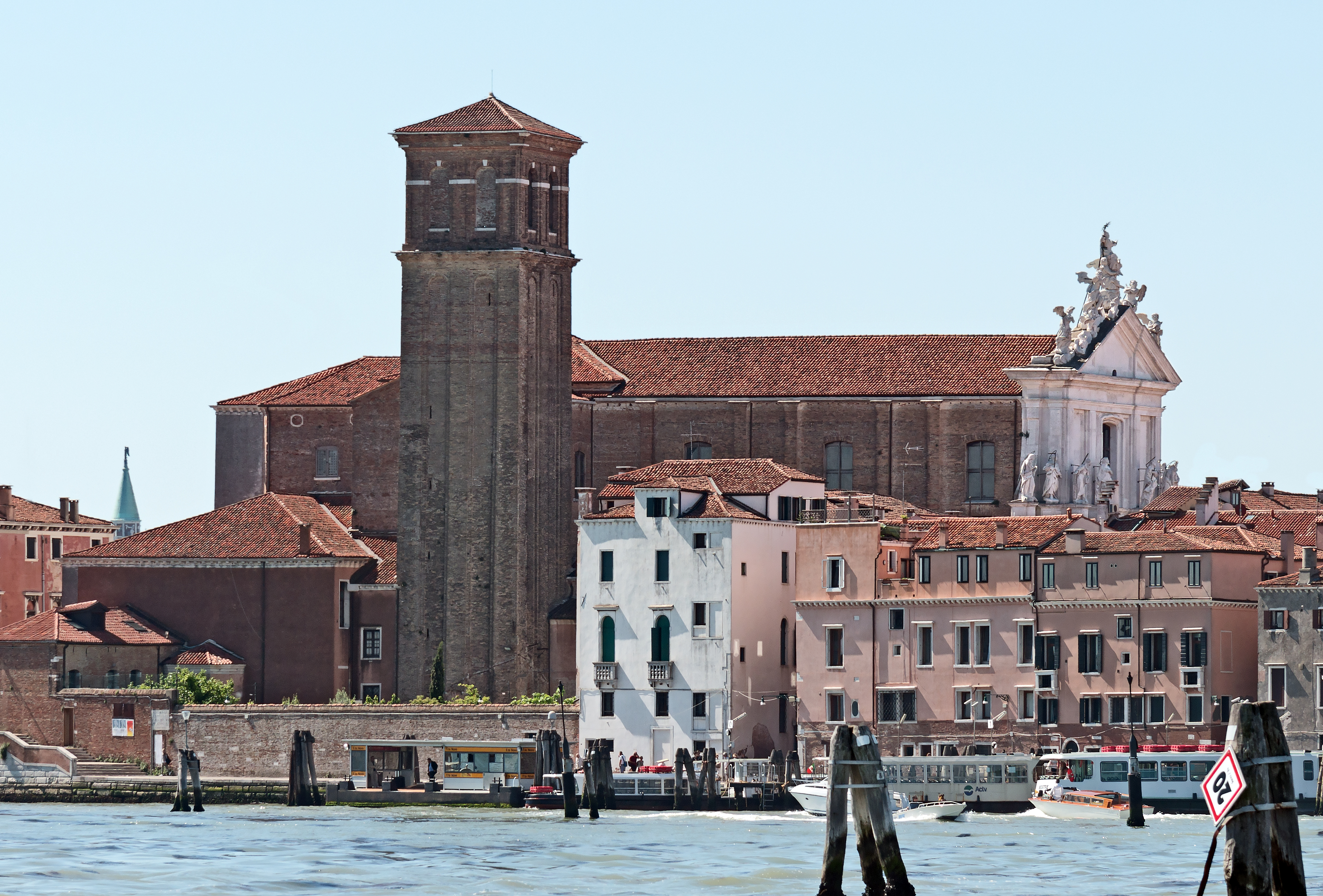
Kościół widziany od strony laguny

Fasada jest przeładowana, jak w przypadku barokowego kościoła w Wenecji. Jest ona przypuszczalnie dziełem Giovanniego Battisty Fattoretta, wykonanym według pierwotnego projektu Rossiego. Jej budowa rozpoczęła się w 1721, a zakończyła w 1728 roku. Nastąpiło w niej połączenie wysmakowanego, rzymskiego baroku ze stylem architektury weneckiej. Fasada jest dwukondygnacyjna; część dolna to naprzemienny ciąg nisz z rzeźbami apostołów i osadzonych na wysokich bazach korynckich kolumna, na których posadowiono pozostałych 8 posągów. W odróżnieniu od dolnej, górną kondygnację cechuje bardziej złagodzony rytm kompozycyjny, podkreślony przez wstawienie dużego, prostokątnego okna, umieszczonego centralnie i flankowanego dwoma ślepymi oknami. Fasada jest zwieńczona wydatnym, trójkątnym tympanonem, podkreślonym podwójnym gzymsem, obiegającym również narożniki. Umieszczona w tympanonie rzeźba Najświętsza Maryja Panna wstępująca do Nieba jest dziełem Giuseppe Torretta. Nad drzwiami umieszczono herb rodziny Manin. Wywodzący się z niej Ludovico Manin był ostatnim dożą Wenecji – tym, który poddał się Napoleonowi.

### Dzwonnica
Mająca 40 m wysokości dzwonnica, należała do pierwotnego kościoła; w XVIII wieku zwieńczono ją komorą dzwonną.

### Wnętrze

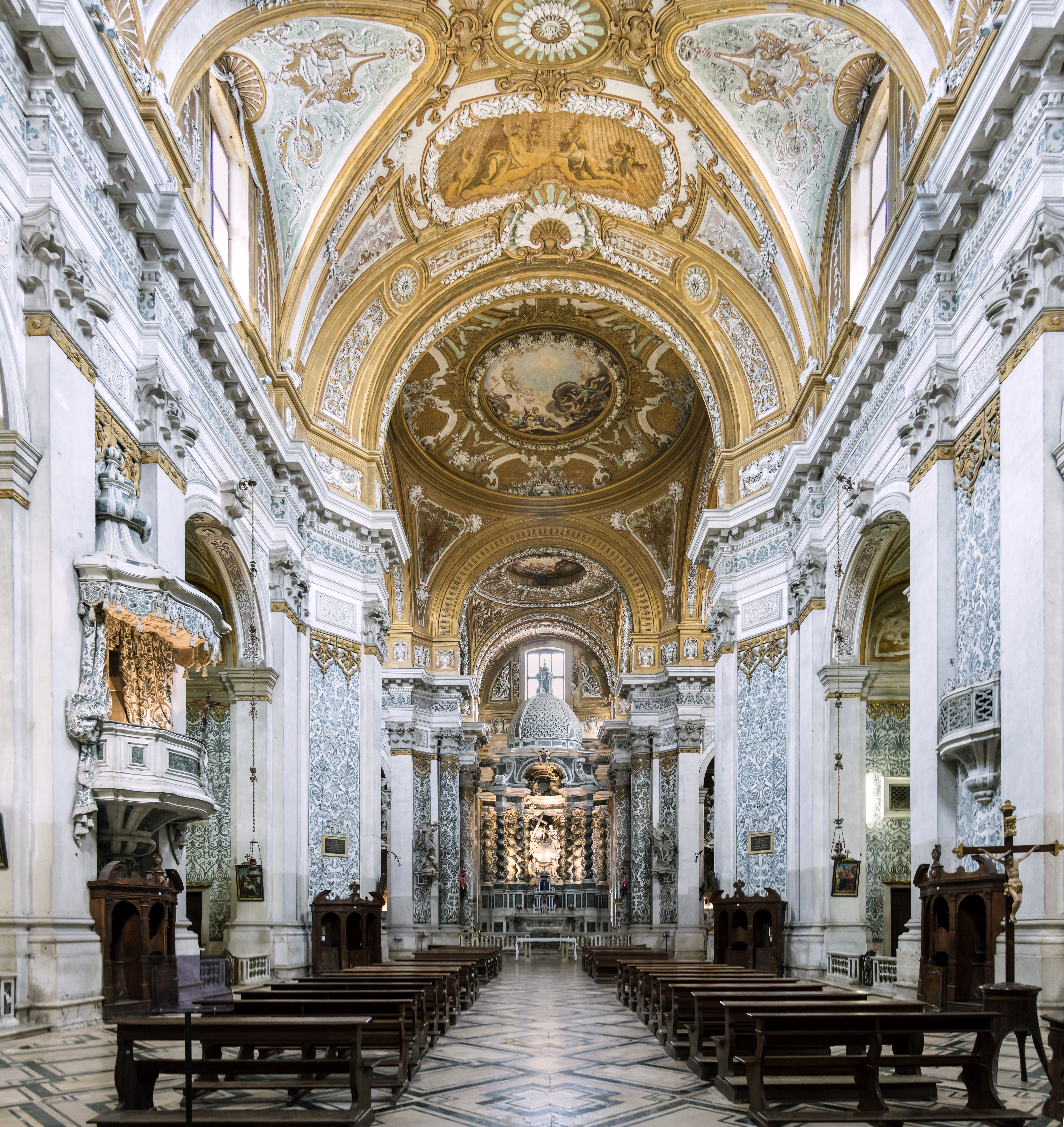
Wnętrze

Wnętrze kościoła, będące także dziełem Rossiego, w pełni odpowiada kanonom architektonicznym kościołów jezuickich, prezentując w tym kontekście szereg podobieństw z rzymskim kościołem Il Gesù. Kościół jezuitów weneckich zbudowany został na planie krzyża łacińskiego z jedną podłużną nawą, której przestrzeń została podzielona na szereg stref poprzez wybudowanie z obu jej stron głębokich, bocznych kaplic otwierających się na nawę wielkimi łukami, flankowanymi wysokimi pilastrami. Nawę przecina transept, za którym rozciąga się prezbiterium. Na jego posadzce znajduje się grobowiec rodziny Manin, ozdobiony napisem AETERNITATI SUAE / MANINI CINERES.
Prawie cała powierzchnia wewnątrz została udekorowana. Dekoracja, wykonana w latach 1725–1731, jest jedyną w swoim rodzaju w XVIII-wiecznej architekturze weneckiej: w prezbiterium i transepcie do dekoracji użyto białego i zielonego marmuru, a na ścianach nawy i kaplic – białego stiuku i złota. Posadzka nawy i transeptu, położona pomiędzy 1731 a 1736 rokiem, powtarza w kamieniu z Istrii i kamieniu zielonym dwukolor ścian. Na sklepieniu widnieją biało-złote stiuki, wykonane przez Abbondia Stazia, otaczające freski Francesca Fontabassa i Louisa Dorigny (po dwa każdego z nich). Ołtarz, inspirowany stylem Berniniego, zbudował Fra Giuseppe Pozzo. Jest też grobowiec rodziny Da Lezze, zbudowany przez Jacopa Sansovina. Posągi sześciu archaniołów na pilastrami wokół skrzyżowania nawy i transeptu oraz w absydzie są dziełem Giuseppe Toretta.
Zielono-białe ściany, inkrustowane marmurem, przypominają draperię pokrytą brokatem. Dekoracja w stylu trompe l'oeil, odzwierciedla typową dla późnego baroku fascynację złudzeniem optycznym. Tycjan pod koniec swego życia malował raczej sceny cierpienia i smutku w nocnej atmosferze. Wyrazistym tego przykładem jest pierwszy ołtarz po lewej stronie, zawierający jego obraz, Męczeństwo św. Wawrzyńca (1578), pochodzący jeszcze z poprzedniego kościoła. Obraz ten brytyjski historyk sztuki Hugh Honour określił swego czasu jako „pierwszy prawdziwy nokturn w historii sztuki.

### Zakrystia
Istniejąca przy poprzednim kościele zakrystia stanowiła pomieszczenie na planie prostokąta z ołtarzem w środku. Projekt nowego kościoła zakładał również zbudowanie nowej zakrystii. Wzniesiono ją na planie kwadratu i na większej powierzchni, a jej ściany przepruto oknami.

#### Dzieła sztuki
- sklepienie nawy nad wejściem – freski: Abraham, adorujący trzech aniołów i Wizja św. Jana Ewangelisty,
- wewnętrzna ściana fasady – grobowiec rodziny Da Lezze, zaprojektowany przez Jacopa Sansovina (połowa XVI wieku), istniał już w poprzednim kościele Crosechieri i został przebudowany przez jezuitów na pierwotnym miejscu,
- pierwsza kaplica po prawej stronie – obraz ołtarzowy: Anioł stróż, namalowany przez Palmę Młodszego
- druga kaplica po prawej stronie – ołtarz z figurą św. Barbary, dłuta Morlaitera,
- trzecia kaplica po prawej stronie – obraz ołtarzowy Duch Święty, Najświętsza Maria Panna, św. Marek i święci jezuici: Stanisław Kostka, Luigi Gonzaga i Franciszek Borgia,
- kaplica pod chórem po prawej stronie – rzeźba Ukrzyżowanie, wykonana w drewnie (przełom XV/XVI wieku),
- prawe ramię transeptu – ołtarz, wzniesiony na koszt senatora Vettora Grimaniego; w ołtarzu pomnik założyciela Towarzystwa Jezusowego, Św. Ignacy piszący Konstytucję Towarzystwa Jezusowego,
- kaplica główna po prawej stronie – obraz ołtarzowy Św. Franciszek Ksawery głoszący kazanie na Wschodzie,
- skrzyżowanie naw – na kopule: fresk Triumf imienia Jezus, na czterech narożnych filarach: archaniołowie Gabriel, Michał, Rafał oraz Sealtiel,
- na sklepieniu prezbiterium – fresk Aniołowie muzykujący w chwale, na ołtarzu, poświęconym Świętej Trójcy, grupa rzeźbiarska Ojciec Przedwieczny i Chrystus siedzący na kuli ziemskiej. Po obu stronach ołtarza na wolnostojących kolumnach widnieją archaniołowie Barachiel i Uriel,
- kaplica główna po lewej stronie – obraz ołtarzowy Przejście św. Józefa,
- drzwi do zakrystii – wokół drzwi znajduje się pomnik nagrobny doży Pasquale Cicogni, dzieło Girolama Campagni z początku XVII wieku,
- lewe ramię transeptu – obraz ołtarzowy Wniebowzięta Jacopa Tintoretta,
- trzecia kaplica po lewej stronie – obraz ołtarzowy Najświętsze Serce Jezusa, pędzla Alessandra Revery (XIX-wieczna kopia pierwotnego obrazu Pompea Batoniego),
- druga kaplica po lewej stronie – w ołtarzu stoi rzeźba Madonna z Dzieciątkiem (przed 1604), jedyna ocalała z poprzedniej kaplicy.
- pierwsza kaplica po lewej stronie – wspomniany już obraz Męczeństwo św. Wawrzyńca,
- obrazy w zakrystii pędzla Palmy Młodszego, w tym nad drzwiami wejściowymi: Męczeństwo świętego Jana Chrzciciela pomiędzy św. Lanfranco a św. Liberiuszem (1610)[2].

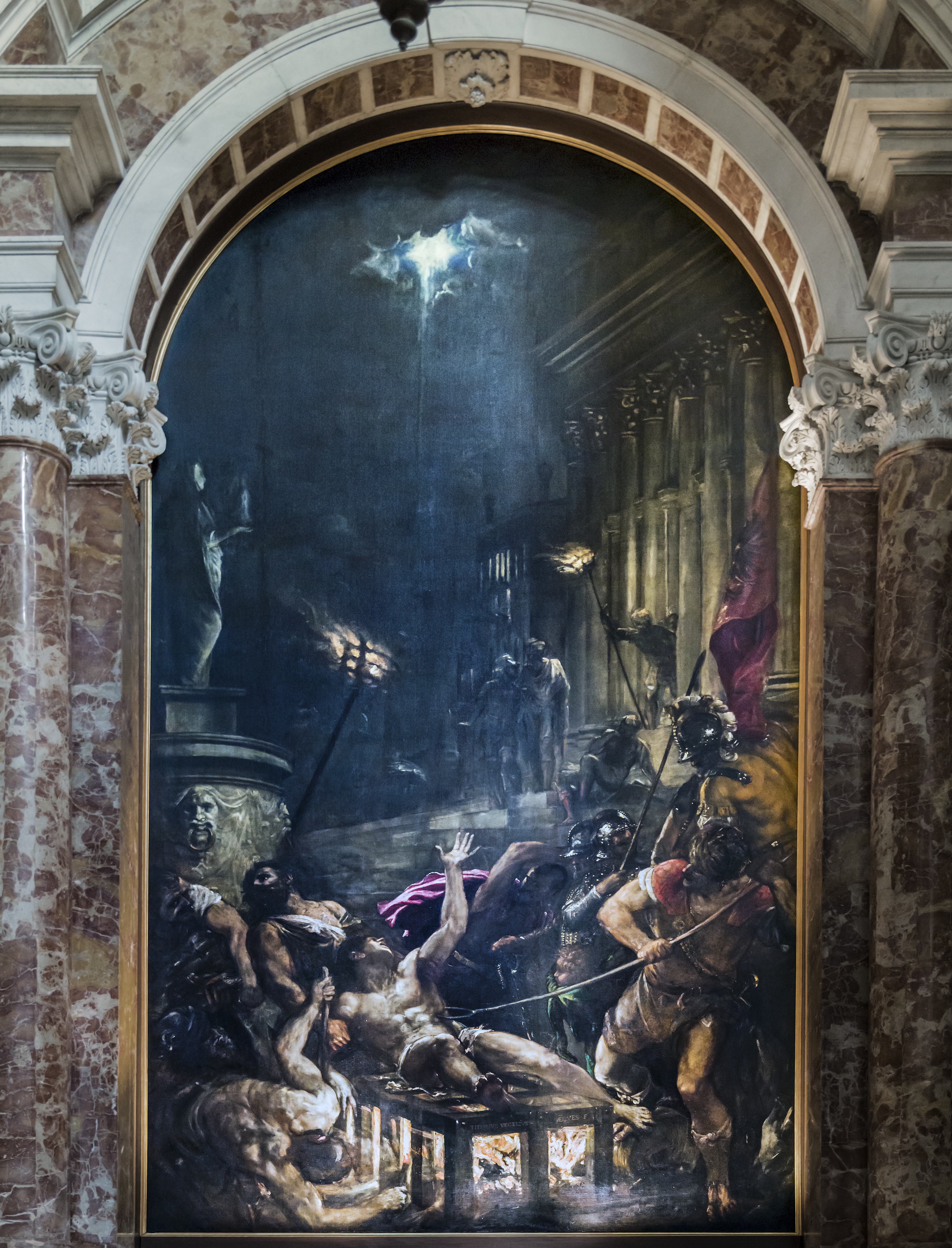
Tycjan, Męczeństwo św. Wawrzyńca
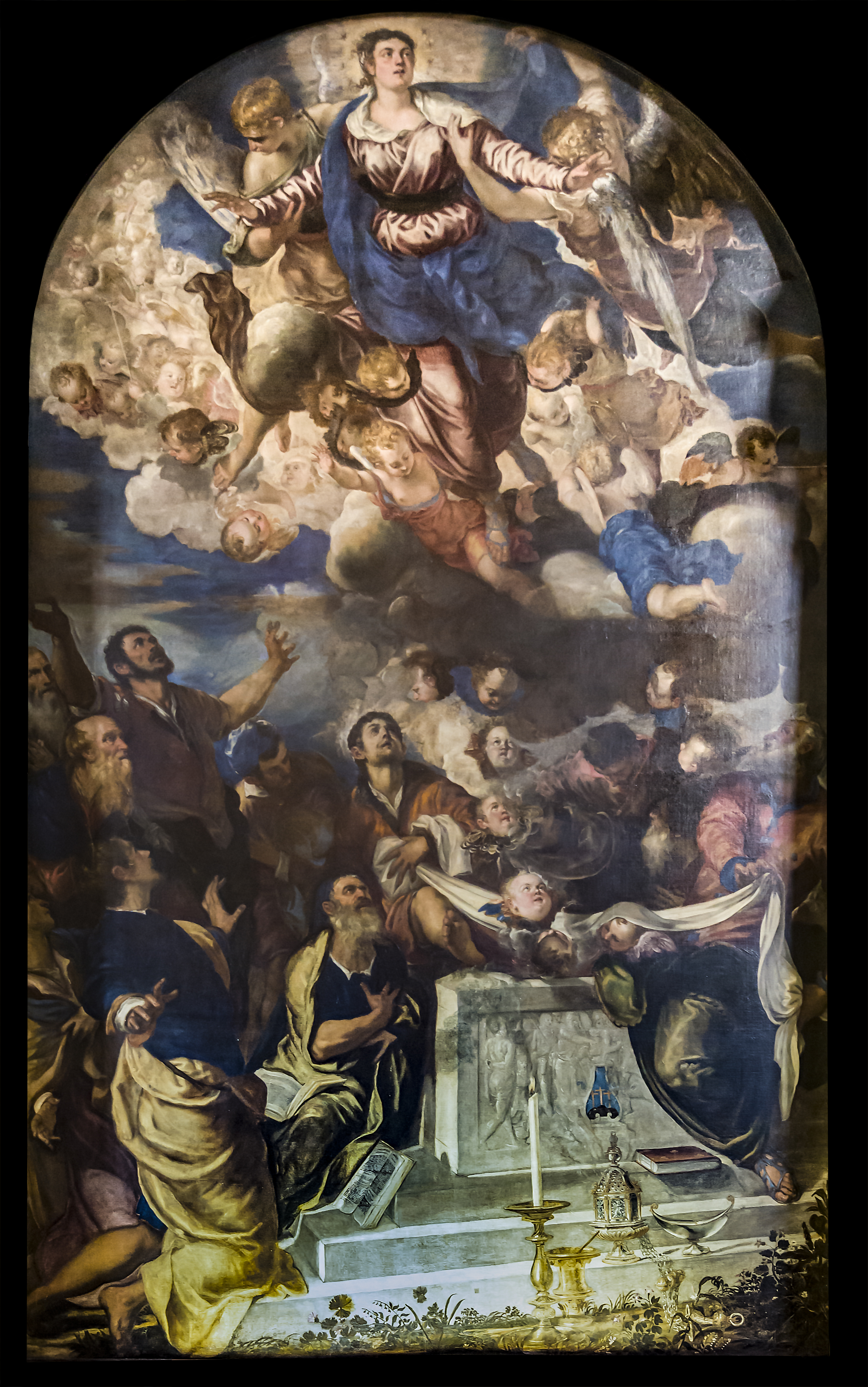
Jacopo Tintoretto, Wniebowzięta
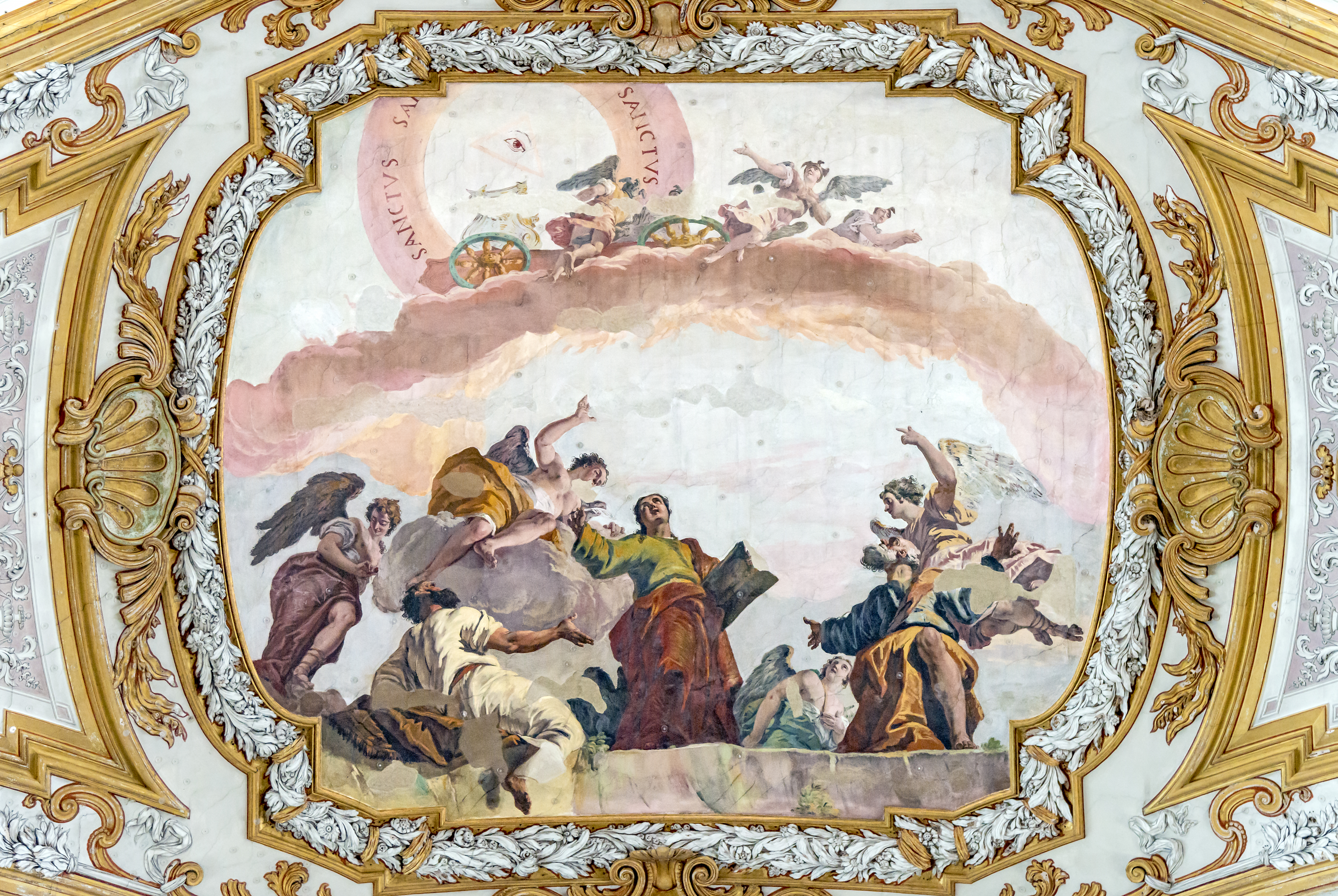
Freski na sklepieniu (fragment)
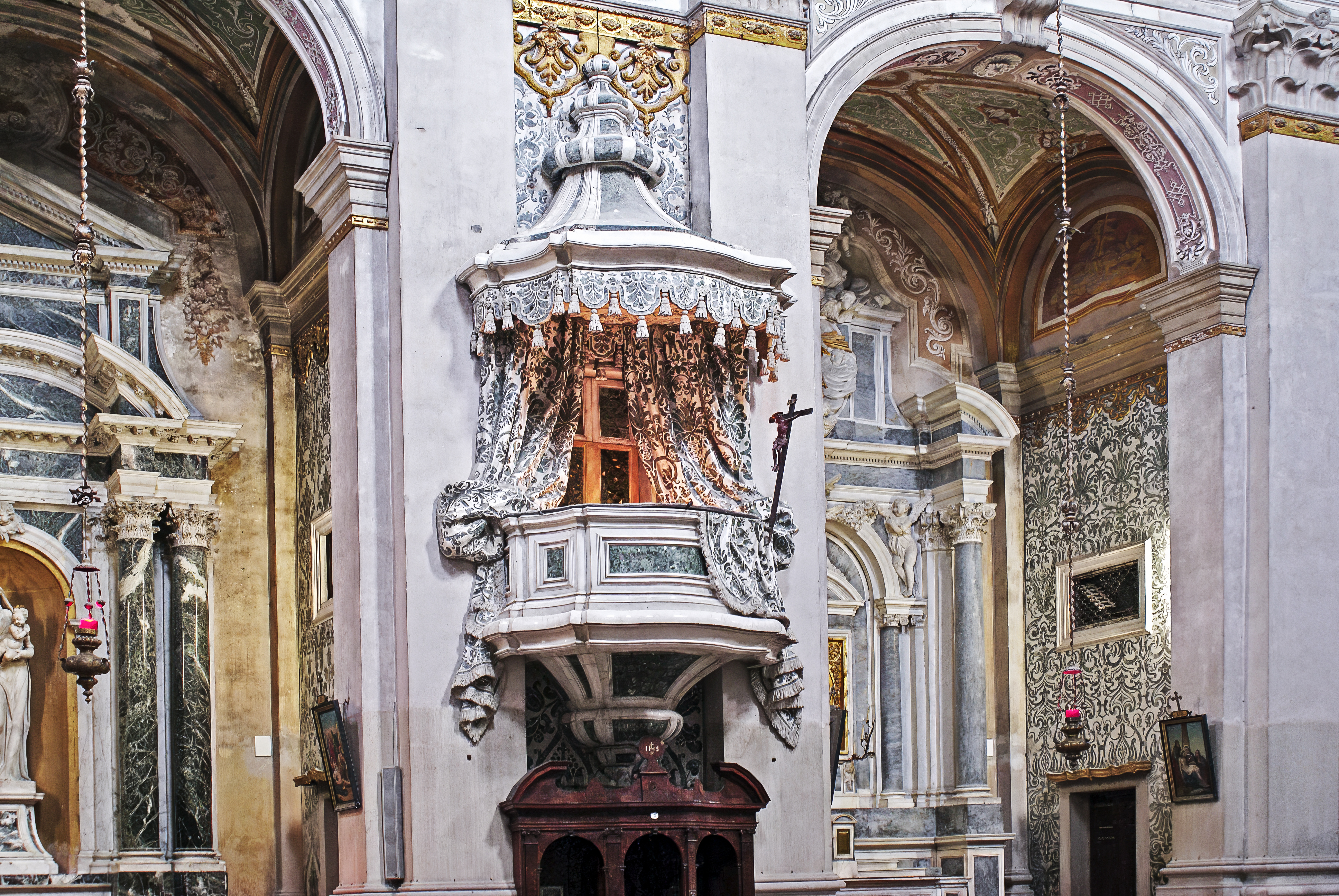
Ambona
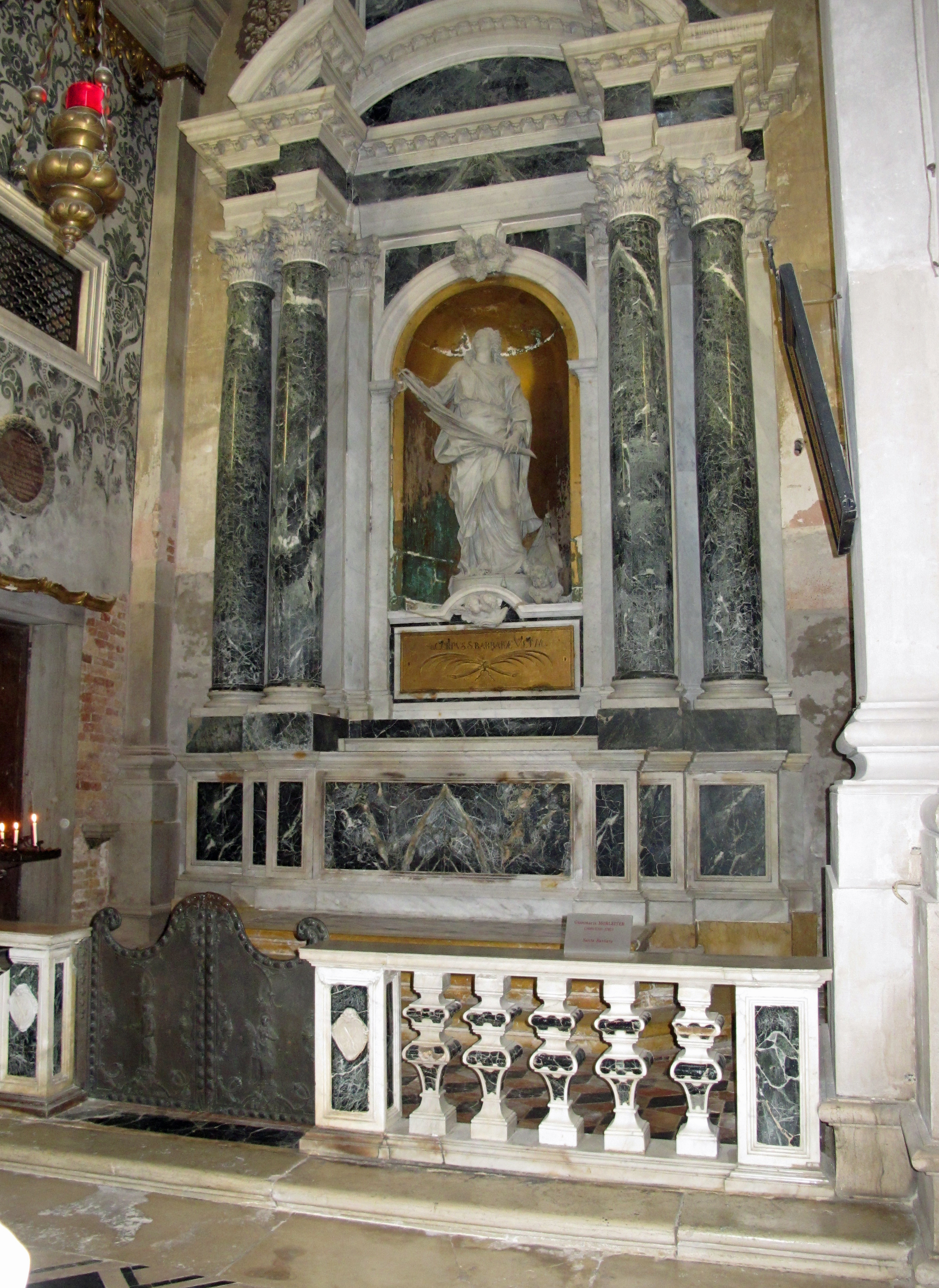
Giovanni Maria Morlaiter, Ołtarz św. Barbary